# روبرت هوبز
روبرت هوبز (بالإنجليزية: Robert Hobbs)‏ هو أمين متحف ومؤرخ أمريكي، ولد في 6 ديسمبر 1946 في بروكينغز في الولايات المتحدة.

## وصلات خارجية
- الموقع الرسمي